# 千葉県立木更津東高等学校
千葉県立木更津東高等学校（ちばけんりつ きさらづひがしこうとうがっこう）は、千葉県木更津市木更津二丁目にある県立高等学校。略称は「東高」（ひがしこう）。

## 概要
木更津駅から徒歩5分ほどの場所に立地している公立高等学校。全日制は普通科と家政科を設置する女子校。併設されている定時制は男女共学で普通科に普通コースと商業コースが設置されている。
佐原女子や茂原、松尾、県立松戸、県立銚子、佐倉東、野田などの女子高が相次いで共学に移行もしくは統廃合により姿を消したため、県内における公立の女子高は同校の全日制と千葉県立千葉女子高等学校の2校のみとなっている。
千葉県内では学区制度が設けられており、居住地域によって受験・通学可能な高等学校（普通科のみ）に制約が設けられている。しかし、本高等学校と千葉県立千葉女子高等学校については女子校という性質から、この制度の対象外となっており、千葉県内居住者であれば学区に関係なく、本高等学校に受験・通学が可能である。
昭和40年代まで県下の女子高としては千葉県立千葉女子高等学校に次ぐレベルであった。
昭和40年頃の入試では近隣の千葉県立木更津高等学校の最低合格点が412点に対し、千葉県立木更津東高等学校の最低合格点は413点であった。

## 沿革
- 1910年（明治43年） - 君津郡郡議会にて木更津に高等女学校設置を議決。 
  - 3月 - 君津郡立木更津高等女学校設置認可。
  - 5月1日 - 開校式挙行。本科・技芸専修科を置く。
- 1911年（明治44年）10月 - 校舎新築落成。
- 1915年（大正4年）3月 - 技芸専修科を廃す。
- 1922年（大正11年）10月 - 校歌制定。
- 1923年（大正12年）4月 - 県立に移管し千葉県立木更津高等女学校と改称。
- 1924年（大正13年）4月 - 補習科を併置。
- 1930年（昭和5年）10月 - 創立20周年記念式典挙行。
- 1932年（昭和7年）3月 - 補習科を廃す。
- 1934年（昭和9年）3月 - 寄宿舎を廃す。
- 1939年（昭和14年） - 校章制定。
- 1946年（昭和21年）4月 - 航空廠建物の払下げを受け教室に改築。 
  - 5月 - 補習科を併置。
- 1947年（昭和22年）4月 - 学制改革により5年制をとり、併置中学校を置く。 
  - 9月 - 木更津市立高等女学校廃校に伴い同校に合併。
- 1948年（昭和23年）4月 - 千葉県立木更津女子高等学校と改称、普通科・家庭科を置く。
- 1949年（昭和24年）4月 - 定時制課程を併置。
- 1950年（昭和25年）4月 - 千葉県立木更津第二高等学校と校名を変更、定時制夜間課程を設置、県立木更津第一高等学校昼間定時制を同校に移管。
- 1953年（昭和28年）6月 - 講堂竣工、新校歌制定。
- 1961年（昭和36年）4月 - 千葉県立木更津東高等学校と改称。 
  - 11月 - 創立50周年式典挙行。
- 1980年（昭和55年）1月 - 創立70周年記念式典挙行。
- 1988年（昭和63年）11月 - 応援歌制定。
- 1990年（平成2年）12月 - 創立80周年記念式典挙行。
- 2000年（平成12年）11月 - 創立90周年・定時制併置50周年記念式典挙行。
- 2001年（平成13年）4月 - 新制服制定。
- 2011年（平成23年） - 受験可能な地域を県内全域に広げる。

## 学科
全日制課程
- 普通科
- 家政科

定時制課程（男女共学）
- 普通科（普通コース・商業コース）

## 校歌
- 隆高鑑作詞／高田三郎作曲

## 部活動
体育系
- 卓球
- バドミントン
- バレーボール
- バスケットボール
- テニス
- ソフトテニス
- ソフトボール
- 剣道
- 陸上競技

文化系
- 吹奏楽
- 音楽
- 軽音楽
- 美術
- 書道
- 文芸
- 演劇
- 科学
- 写真:語学
- 華道
- 茶道
- 箏曲
- クラフトデザイン(手芸)
- 食物
- ダンス
- 映画

同好会
- パソコン
- 漫画研究
- 郷土研究
- JRC
- 点字

## 交通
- JR木更津駅東口から徒歩5分。

## 著名な卒業生
- 泉水博（日本赤軍メンバー）※中退
- 石田紀子（女優、タレント）
- マリアユリコ（女優）
- 唐田えりか（女優、ファッションモデル）